# Eupithecia lagganata
Eupithecia lagganata là một loài bướm đêm trong họ Geometridae.